# Сапожников, Владимир Алексеевич
Влади́мир Алексе́евич Сапо́жников (род. 1945) — советский и российский композитор, член Союза композиторов, секретарь Союза композиторов Санкт-Петербурга, председатель секции музыки для детей и юношества. Заслуженный работник культуры Российской Федерации.

## Биография
В 1972 году окончил Ленинградскую консерваторию им. Н. А. Римского-Корсакова по классу С. М. Слонимского. С 1973 по 1977 год преподавал в Ленинградской консерватории, затем до 1982 года в музыкальном училище при консерватории. В дальнейшем преподаватель класса композиции Санкт-Петербургской детской школы искусств им. Е. А. Мравинского.
Член жюри Всероссийского конкурса композиторов имени А. П. Петрова, а также детских музыкальных конкурсов «Юные дарования» и «Музыка — моя душа», председатель жюри композиторского конкурса «Хоровая лаборатория». Является также художественным руководителем международного фестиваля «Земля детей».
Заслуженный работник культуры Российской Федерации (2007). Лауреат премии правительства Санкт-Петербурга «За гуманизацию школы Санкт-Петербурга» (2004).

## Творчество
Владимир Сапожников пишет практически во всех музыкальных жанрах. Он автор шести симфоний, балетов, оперы, ораторий, кантат, инструментальных концертов, различных камерных сочинений. Значительную часть творчества составляют сочинения для хора, особое внимание уделяет музыке, адресованной детям.
Среди сочинений:
- опера «Жена мужа в Париж провожала» (1972, по рассказу Шукшина)
- балеты «Двадцать шесть и одна» (1971, по поэме Горького), «Храбрый портняжка» (1986, по сказкам братьев Гримм)
- мистерия «Круг жизни»
- скоморошина «Праздник дураков» (1978)
- оратории «Память не остынет» (1977), «Двенадцать» (1987, по поэме Блока)
- кантаты «Радуга-дуга» (1970), «Прекрасный месяц май» (1978), «Поле Куликово» (1980), «Мир» («Dona nobis pacem»)
- хоровая поэма «Слава» (1980)
- циклы для голоса и фортепиано на стихи А. С. Пушкина (1972), А. Вознесенского («Скрытая камера», 1973), М. Цветаевой («Солнце», 1982)
- композиция для хора и солистов «Ангел-хранитель»
- симфоническая картина «Сад камней»
- симфоническая поэма «Клич радости» (1983)
- 3 фортепианные сонаты
- фортепианные пьесы (в том числе для фортепиано в 4 руки) «Войди в мой дом» (1978), «Forte — Piano» (1979), «Terra tacita» (1982), «He гасни, огонь» (1984), «Путешествие в небеса», сюита «Фанфаронада» (1977)